# Maalbeek (ruisseau)
Pour les articles homonymes, voir Maelbeek.
Ne doit pas être confondu avec Maelbeek (ruisseau).
 (janvier 2016).
Si vous disposez d'ouvrages ou d'articles de référence ou si vous connaissez des sites web de qualité traitant du thème abordé ici, merci de compléter l'article en donnant les références utiles à sa vérifiabilité et en les liant à la section « Notes et références ».
La Maalbeek (aussi écrit Maelbeek en français) est un ruisseau de Flandre en Belgique et un affluent de la Senne, donc un sous-affluent de l'Escaut par la Dyle et le Rupel.

## Géographie
Sa source est à 61 m, près d'Asse. Elle traverse la commune de Wemmel, suit la frontière entre Wemmel et Grimbergen, et ensuite celle entre Meise et Grimbergen. Elle traverse ensuite le centre de Grimbergen pour terminer dans la Senne à 13 m.
La rivière parcourt 12,6 km depuis sa source jusqu'à sa confluence.
Ses affluents sont la Leestbeek, l’Amelvonnebeek et la Kelkebeek.